# Бег из сремскомитровачког затвора 1941.
Бег из сремскомитровачког затвора представља бекство 32 политичка робијаша-комуниста из затвора у Сремској Митровици у ноћи 21/22. августа 1941. године.
Окупација Југославије затекла је групу политичких затвореника у припреми бекства, од кога су привремено одустали због премештаја у другу затворску зграду. Како би избегли са буду убијени од усташа, који су преузели затвор, затвореници су уз помоћ Окружног комитета СКОЈ-а за Срем и неколико чланова Комунистичке партије (КПЈ), организовали ново бекство, које је изведено кроз прокопани канал испод зидина затвора. Приликом бекства, Немци и усташе успели су да ухвате двојицу робијаша, док су остали отишли на Фрушку гору, где су боравили извесно време.
Септембра 1941. највећи део одбеглих затвореника је по директиви Централног комитета КПЈ прешао у Србију, где се повезао са Врховним штабом НОП одреда Југославије, док је мањи део, предвођен Јованом Веселиновом и Станком Пауновићем Вељком, остао на Фрушкој гори ради даљег руковођења Народноослободилачком борбом у Срему.
Бекство политичких затвореника имало је одлучујући значај за развој устанка у Срему, али и развој Народноослободилачке борбе у Југославији, јер се радило о старим револуционарима и искусним политичким радницима, који су након доласка у Врховни штаб преузели одговорне дужности у Народноослободилачком покрету (НОП). Осморица учесника бекства проглашена су за народне хероје.
По мотивима овог догађаја снимљена су два филма — Бекства, редитеља Радоша Новаковића, 1968. и Стићи пре свитања, редитеља Александра Ђорђевића, 1978. године.

## Сремскомитровачка казнионица
Затвор у Сремској Митровици изграђен је 1899, по наредби цара Фрање Јосифа, а од 1918. налазио се у систему затвора Краљевине СХС. Како је доношењем Закона о заштити државе, јуна 1921, био забрањен рад Комунистичке партије Југославије (КПЈ), свака комунистичка активност постала је забрањена и кажњива. Хапшењем и осуђивањем комуниста, у пролеће 1923. у сремскомитровачкој казнионици нашло се двадесетак политичких затвореника-комуниста, међу којима и Спасоје Стејић, атентатор на краља Александра и његов пријатељ Лајош Чаки. Априла исте године овде су из затвора у Лепоглави пребачени чланови „Црвене правде” Никола Петровић и Родољуб Чолаковић.
Након увођења Шестојануарске диктатуре, 1929. дошло је до отворенијег прогона комуниста, а самим тим и повећања броја политичких затвореника, који су поред затвора у Сремској Митровици, углавном смештани у затворе у Лепоглави, Марибору и Зеници. Како би побољшали услове живота у затвору, још од краја 1920-их, политички затвореници су отпочели борбу за одвајање од осталих затвореника и добијање прва на коришћење књига и најнужнијих услова за читање и учење. Ова дуга и тешка борба одвијала се кроз протесте, штрајкове глађу, као и алармирање домаће и светске јавности, што је уродило плодом, па су робијашнице постале „црвени универзитети” на којима су постојали краћи и дужи програми учења, који су поред маркисистичког образовања, укључивали учење страних језика и предмета општег образовања. Током боравка у срмскомитровачком затвору, револуционари Моша Пијаде и Родољуб Чолаковић су превели први том Капитала и Беду филозофије, дела Карла Маркса.
Априла 1927. у затвору је избио једнаестодневни штрајк глађу, који је успешно завршен наредбом Министратсва правде да се сви политички затвореници одвоје од осталих затвореника и сместе у заједничку собу у „Младићкој згради”. Поред затвореника-комуниста, у овом штрајку учествовали су и политички затвореници-националисти. Поред овог, велики штрајкови  политичких затвореника били су октобра 1933. и марта 1934. године. Управа затвора је 26 организатра штрајка мартовског штрајка извела пред Окружни суд у Сремској Митровици који је јуна 1934. осудио на временске казне од 3 до 2 године затвора.
У међуратном периоду кроз сремскомитровачки казнионицу прошао је велики број политичких затвореника-комуниста, међу којима су били истакнути револуционари и партијски радници — Павле Грегорић, Петар Грубор, Радивој Давидовић Кепа, Милован Ђилас, Отокар Кершовани, Јосип Краш, Милан Мијалковић, Иван Милутиновић, Марко Орешковић, Павле Пап Шиља, Мустафа Пашић, Милорад Петровић, Огњен Прица, Ђуро Пуцар и др.
Затворени комунисти, организовали су у затвори и Казнионички комитет КПЈ, који је илегалним путем одржавао везу са руководством Комунистике партије, али и са локалним Среским комитетом КПЈ за Сремску Митровицу. Фракцијске борбе у КПЈ, нису заобишле ни овај комитет, у коме је након Седмог конгреса Коминтерне, 1937. дошло до великих политичких размимоилажења и формирања више партијских групација. Најбројнију групу чиниле су присталице Петка Милетића, који је пре хапшења 1932. био члан Политбироа ЦК КПЈ и међу затвореницима имао статус „хероја”, због наводног доброг држања у истрази и на суду. Он и његове присталице су се супротстављали политичким одлукама донетим на конгресу Коминтерне. Другу мању групу чиниле су присталице Моше Пијаде, који је давао подршку новом Централни комитет КПЈ на челу са Јосипом Брозом, док су трећу, најмању групу, представљали „самичари” предвођени Андријом Хебрангом, који су осуђивали сукобе између прве две групе. Милетићева група била је више пута опомињана од стране ЦК КПЈ, због чега је Милетић марта 1939. искључен из КПЈ. Страсти у Казнионичком комитету смириле су се током лета 1939, с обзиром да су те године из затвора изашли Пијаде и Милетић, након чега је за секретера Казнионичког комитета одлуком ЦК КПЈ постављен Станко Пауновић. Иако је био искуљчен из партије и од стране ЦК КПЈ означен као фракционаш и полицијски провокатор, Милетић је и даље имао присталице међу сремскомитровачким затвореницима.

## Учесници бега
1. Мита Алексић (1907—) студет права. Рођен у Фердину, код Алибунара. Ухапшен јуна 1929, као члан Месног комитета КПЈ за Петровград и осуђен на 10 година затвора. Због учешћа у акцијама политичких-затвореника комуниста, јуна 1934. осуђен на још две године. После бекства из затвора, придружио се фрушкогорским партизанима и погинуо у току Народноослободилачког рата.[6]
2. Жарко Аћимов (1897—) надничар. Рођен у Куману, код Великог Бечкерека. Године 1937. осуђен на 5 година затвора, заједно са Лазаром Миланковић и Михајлом Селешијем.
3. Слободан Бајић Паја (1916—1943), студент. Рођен у Шидским Бановцима, код Шида. Члан КПЈ од 1938, када је ухапшен и осуђен на пет година затвора. После бекства из затвора, придружио се фрушкогорским партизанима и постао један од организатора Народноослободилачке борбе у Срему. Погинуо 1943. као политички комесар Прве војвођанске бригаде. Проглашен за народног хероја.[7]
4. Михаило Бамбуловић (1902—1941) столарски радник. Рођен у Брчком. Члан КПЈ од 1923, а од 1926. до 1929. боравио у Француској, где је био члан КП Француске. У Совјетском Савезу боравио од 1929. до 1934, где је похађао КУНМЗ. У Југославију се вратио као инструктор ЦК КПЈ. Ухапшен у Београду крајем 1935. и осуђен на шест година затвора. После бекства из затвора, придружио се фрушкогорским партизанима. Нестао крајем 1941. године.[8]
5. Рафаел Батино (1910—1942) службеник. Рођен у Битољу. Студирао у Мексику, где је постао комуниста. Године 1934. се вратио у Југославију и наредне године постао члан КПЈ. Ухапшен 1936. и осуђен на пет година затвора. После бекства из затвора, Врховни штаб га упутио у Санџак, где је под илегалним именом Миша Цветковић радио као политички секретар Окружног комитета КПЈ за Санџак. Јула 1942. заробљен од четника и предат Италијанима, који су га потом стрељали у Пљевљима.[9]
6. Ћира Димитријевић (Киро Димитријевски; 1913—1942) графички радник. Рођен у Битољу. Године 1940. осуђен на 4 године затвора, заједно са Ћиром Димитријевићем, Александром Светијевићем, Јосифом Христићем и Благојем Фотевим. После бекства прешао у централну Србију, а одакле се потом пребацио на Романију. Најпре био у Романијском партизанском одреду, а потом у Првој пролетерској бригади. Погинуо 1. маја 1942. код Чајнича, као политички комесар Прве чете Петог шумадијског батаљона.
7. Јован Веселинов (1906—1982) металски радник и партијски функционер. Рођен у Куману, код Великог Бечкерека. Члан КПЈ од 1923, а током 1926—1930. боравио у Совјетском Савезу. После повратка у Југославију политички деловао у Војводини и Словенији. Ухапшен 1931. и осуђен на 15 година затвора. После бекства, придружио се фрушкогорским партизанима и био један од организатора Народноослободилачке борбе у Срему и Војводини. После ослобођења, био друштвено-политички радник. Одликован Орденом народног хероја.[10]
8. Вукадин Вукадиновић (1915—1943) свршени ученик гимназије. Рођен у Машту, код Берана. Члан КПЈ од 1936, хапшен 1936. и 1940, када је осуђен на годину дана затвора. После бекства из затвора, прешао у централну Србију, одакле се потом пребацио у Црну Гору, где је учествовао у Народноослободилачкој борби. Погинуо 1943. као партизански илегалац. Проглашен за народног хероја.[10]
9. Радован Вуковић (1910—1941) студент и партијски функционер. Рођен у Пећи. Члан КПЈ од 1929, хапшен 1932. и осуђен на годину дана затвора. Током 1935. био организациони секретар Покрајинског комитета СКОЈ, а од 1936. секретар Покрајинског комитета КПЈ за Србију. Ухапшен крајем 1936. и осуђен на пет година затвора. Због подршке фракцији Петка Милетића, 1940. искључен из КПЈ. Након бекства из затвора, прешао у Мачву, где је био политички комесар Мачванског одреда. Погинуо децембра 1941. у борбама на Церу. Сахрањен је у Белој Цркви, код Крупња.[11]
10. Иван Кнежевић Цото (1900—1942) геометар. Као члан КПЈ и руководилац технике при Покрајинском комитету КПЈ за Хрватску и Славонију, ухапшен 1936. и 1937. осуђен на шест година затвора. Након бекства из затвора, придружио се фрушкогорским партизанима, а потом прешао у Банат. Погинуо фебруара 1942. у борби са Немцима приликом откривања базе у којој се налазио са Љубицом Одаџић.
11. Алојз Коцмур (1908—1943) педагог. Рођен у Љубљани. Члан КПЈ од 1925, а у периоду 1925—1930. боравио у Совјетском Савезу, где је похађао Свредловски комунистички универзитет. Јануара 1930. вратио се у Југославију, где је убрзо потом ухапшен и осуђен на 12 година робије. После бекства из затвора, учествовао у Народноослободилачкој борби. Као борац Друге пролетерске бригаде заробљен од усташа јула 1942. и одведен у затвор. Обешен 20. децембра 1943. у Дубрави, код Загреба, заједно са још 17 антифашиста.[12][13]
12. Мехмед Курто (1908—) кројачки радник. Рођен у Сарајеву. Члан КПЈ од 1925, а од 1928. до 1935. боравио у Совјетском Савезу, где је похађао КУМНЗ. Потом боравио у Бечу, на раду у ЦК КПЈ. Након повратка у Југославију, током 1935. и 1936. радио као инструктор ЦК КПЈ у Загребу и Љубљани. Ухапшен фебруара 1936. и послат на издржавање десетогодишње затворске казне, на коју је у одсуству осуђен 1930. године. Због слабог држања пред полицијом искључен из КПЈ. После бекства из затвора, прешао у Мачву и учествовао у Народноослободилачкој борби. Погинуо током рата.[14][15]
13. Милан Маринковић (1908—) металски радник. Рођен у Корману, код Крагујевца. Члан КПЈ, ухапшен 1928, заједно са Станком Пауновићем и осуђен на 15 година затвора.
14. Ач Мартон (1899—) надничар. Рођен у Банатском Двору. Као члан КПЈ ухапшен јуна 1929. и осуђен на 12 година, заједно са Јованом Трајковићем и Митом Алексићем.
15. Иван Мачек (1908—1993) радник и партијски функционер. Рођен у Сподњи, код Љубљане. Члан КПЈ од 1930, а од 1935. до 1937. боравио у Совјетском Савезу. По повратку у земљу, политички деловао у Словенији, где је био члан ЦК КП Словеније. Ухапшен 1938. и осуђен на четири године затвора. После бекства из затвора, све до марта 1942. био са Врховним штабом, а потом са Едвардом Кардељом отишао у Словенију, где је био један од руководилаца Народноослободилачке борбе. После ослобођења, био друштвено-политички радник. Одликован Орденом народног хероја.[7]
16. Лазар Миланков (1907—) столар. Рођен у Куману, код Новог Бечеја. Као секретар Покрајинског комитета КПЈ за Војводину, ухапшен новембра 1936. и наредне године осуђен на 8 година затвора, заједно са Жарком Аћимовим и Михајлом Селешијем.
17. Јордан Николов (1916—1942) кројачки радник и партијски функционер. Члан КПЈ од 1935, а од 1939. члан Покрајинског комтета КПЈ за Македонију. Ухапшен 1940. и осуђен на две године затвора. После бекства из затвора, од стране Врховног штаба упућен у Македонију. На путу ка Македонији, погинуо приликом преласка из немачке у бугарску окупациону зону. Проглашен за народног хероја.[10]
18. Станко Пауновић Вељко (1907—1942) металски радник. Рођен у Брестовцу, код Неготина. Као члан КПЈ 1928. ухапшен и осуђен на 14 година затвора. После бекства из затвора, придружио се фрушкогорским партизанима и постао један од организатора Народноослободилачке борбе у Срему. Погинуо 1942. као политички комесар Штаба НОП одреда за Срем. Проглашен за народног хероја.[10]
19. Ћира Петровић (1912—) берберин. Рођен у Велесу. Осуђен на пет година затвора. Приликом бекства, заједно са Антом Франовићем ухваћен од усташа у близини Сремске Каменице.[16]
20. Мутимир Поповић Будо (1907—1945) металски радник. Рођен у Београду. Члан КПЈ од 1930. године. Јула 1934. самоиницијативно кренуо на школовање у Совјетски Савез. У Прагу се јавио пункту ЦК КПЈ, где му је саопштено да се врати у земљу. Приликом повратка у Југославију, октобра 1936. ухапшен и осуђен на годину и по затвора. Након изласка из затвора наставио са партијским радом и 1937. поново ухапшен и осуђен на пет година. Након бекства из затвора прикључио се фрушкогорским партизанима, а потом прешао на ослобођену територију. Погинуо марта 1945. као обавештајни официр 16. војвођанске дивизије.[17]
21. Пашко Ромац (1913—1982) радник. Рођен у Вукшићу, код Бенковца. Члан КПЈ од 1935, током служења војног рока, осуђен на 8,5 година затвора. После бекства из затвора, од стране Врховног штаба упућен у Босну и Херцеговну. Од 1942. налазио се на разним дужностима у јединицама НОВ и ПОЈ. После ослобођења, био друштвено-политички радник. Одликован Орденом народног хероја.[10]
22. Александар Светијевић (1921—) студент права. Рођен у Битољу. Године 1940. одуђен на 3,5 година затвора, заједно са Ћиром Димитријевићем, Јосипом Христићем и Благојем Фотевим.
23. Ђорђе Сакулац (1903—) новинар. Рођен у Вогњу, код Руме. Осуђен на 3 године затвора.
24. Михајло Селеши (1908—) зидар. Рођен у Петроварадину. Године 1937. осуђен на 5 година затвора, заједно са Жарком Аћимовим и Лазаром Миланковим.
25. Трајко Стаменковић (1909—1942) правник и партијски функционер. Рођен у Лесковцу. Члан КПЈ од 1928, а наредне године осуђен на четири године затвора. Године 1934. изабран за секретара Покрајинског комитета КПЈ за Србију, али је 1935. поново ухапшен и осуђен на шест година затвора. После бекства, прешао у Србију, где је учествовао у Народноослободилачкој борби. Четници су га 1942. заробили и предали Немцима, који су га стрељали. Проглашен за народног хероја.[10]
26. Спасоје Стејић Баћо (1904—1943) молерски радник и револуционар. Рођен у Ади. Учесник Октобарске револуције и члан КПЈ од 1919. године. Извршилац је неуспелог тзв. „Видовданског атентата“ на регента Александра Карађорђевића јуна 1921, после чега је осуђен на смртну казну, која му је преиначена у доживотну робију. После бекства, учествовао у Народноослободилачкој борби. Погинуо 1943. током битке на Сутјесци.
27. Маријан Стилиновић (1904—1959) партијски функционер. Рођен у Светој Недељи, код Самобора. Био члан организације „Црвена правда“, због чега му је суђено 1921. године. Члан КПЈ од 1924, радио у техници ЦК СКОЈ. Ухапшен 1929. и осуђен на три године затвора. По изласку с робије преузео руковођење техником ЦК КПЈ, након чега је 1934. ухапшен и осуђен на 10 година затвора. После бекства из затвора, од Врховног штаба упућен у Хрватску, где је активно учествовао у Народноослободилачкој борби. Био члан Председништва ЗАВНОХ и члан АВНОЈ. Након ослобођења активан друштвено-политички радник.[18]
28. Јован Трајковић (1907—1942) службеник. Рођен у Панчеву. Као члан КПЈ ухапшен 1929. и осуђен на 12 година, а 1934. на још две године. После бекства, придружио се фрушкогорским партизанима и погинуо 1942. у току Народноослободилачког рата.
29. Антон Анте Франовић (1899—) морнар. Рођен у Шкаљарима, код Котора. Члан КПЈ од 1923, а од 1927. до 1935. боравио у Совјетском Савезу. После повратка у Југославију политички деловао у Далмацији, а 1936. емигрирао у Француску. Ухапшен 1937, после неупеле акције пребацивања добровољаца из Југославије у Шпанију бродом „Корзика“ и осуђен на пет година затвора. Приликом бекства, заједно са Ћиром Петровићем, ухваћен од усташа у близини Сремске Каменице. Након рата, 1948. искључен из чланства КПЈ због подршке Резолуцији Информбироа.[19][16]
30. Благоја Фотев (1900—1993) земљорадник. Рођен је у селу Герман, код Лерина (Грчка). Био активан у ширењу задругарства у околини Битоља. Члан КПЈ од 1938, ухапшен 1940. и осуђен на пет година затвора, заједно са Ћиром Димитријевићем, Александром Светијевићем и Јосипом Христићем. После бекства из затвора, од Врховног штаба упућен у Македонију, али је током пута марта 1942. заробљен и интерниран у Бугарску, где је остао до децембра. Активно учествовао у Народноослободилачком рату и био члан Председништва АСНОМ. Након рата био председник Президијума Народног собрања НР Македоније. Године 1950. због подршке Резолуцији Информбироа искључен из КПЈ.[20]
31. Јосип Христић (1914—) адвокатски приправник. Рођен у Битољу. Године 1940. осуђен на 5 година затвора, заједно са Ћиром Димитријевићем, Александром Светијевићем и Благојем Фотевим.
32. Никола Шпехал (1900—) пекар. Рођен у околини Карловца. Осуђен на 12 година затвора.

Од 32 учесника бескства највећи број био је са подручја Војводине (10), а потом из Македоније (7), уже Србије (4), Хрватске (4), Босне и Херцеговине (2), Словеније (2), Црне Горе (2) и Косова и Метохије (1). Укупно су били осуђени на 246 година затвора. Највећу казну од 20 година издржавао је Спасоје Стејић, атентатор на краља Александра, док је најмању казну од годину дана (13 месеци) имао Вукадин Вукадиновић. Казне мање до 5 година имало је 5 осуђеника, казне до 5 до 10 година 16 осуђеника и казне веће од 10 година 11 осуђеника.
До бекства, осморо затвореника провело је више од 10 година у затвору — Стејић је у затвору био од 1921; Милан Маринковић и Станко Пауновић од 1928; Мита Алексић, Ач Мартон и Јован Трајковић од 1929; Алојз Коцмур од 1930, а Јован Веселинов од 1931. године. У тренутку бекства, најстарији затвореник био је Ач Мартон (45), а најмлађи Александар Светијевић (20). Просечна старост учесника бекства била је 33,6 година. Млађих од 30 година било је 8, између 30 и 40 година било је 18, а старијих од 40 било је 6.
Сви учесници бекства били су потом учесници Народноослободилачког рата. За 9 учесника нема података о даљој судбини, 17 је погинуло у рату, а шест је умрло након рата. Од 17 погинулих, односно 14 за које постоји подаци — двоје је погинуло 1941, седморо је погинуло 1942, четворо 1943, а један 1945. године. Најмлађи учесници бекства, који су страдали у рату, били су — Јордан Николов (26), Слободан Бајић (27) и Вукадин Вукадиновић (28). Од шесторо учесника, који су умрли након рата, последњи су 1993. умрли Благоја Фотев и Иван Мачек.
Током боравка у затвору тројица учесника бекства била су искључена из чланства Комунистичке партије Југославије — Радован Вуковић због подршке фракцији Петка Милетића, а Алојз Коцмур и Мехмед Курто, због лошег држања у полицији. Након рата, још двојица, Антон Франовић и Благоја Фотев, била су искључена из КПЈ због подршке Резолуције Информбироа.

## Последице
Само бекство, организовано од сремских партизана, имало је велики мобилизациони значај у целој области. Власти НДХ су биле свесне шта бекство значи, наводећи да је било боље да је „побегло 32.000 криминалаца него што су отишли 32 комуниста". Центар народноослободилачког покрета пренео се у наредном периоду у Срем. Већ од августа и септембра 1941. почео је постепени успон борбе у Срему.
Након изласка затворених комуниста на слободну територију, у Срему се осећало деловање два центра: Окружног комитета у Старој Пазови и центра око штаба Фрушкогорског партизанског одреда. У Срему су се задржали Јован Веселинов, Станко Пауновић, Јован Трајковић и Слободан Бајић, док су остали прешли у централну Србију и друге крајеве Југославије (Иван Мачек, Маријан Стилиновић, Јусуф Тулић и други).